# 백자 청화산수화조문 항아리
백자 청화산수화조문 항아리(白磁 靑畵山水花鳥文 立壺)는 청화로 산수화조문을 그려넣은, 조선 후기의 백자 항아리이다. 1991년 1월 25일 대한민국의 국보 제263호로 지정되었다.

## 개요
조선 후기에 만들어진 백자 항아리로, 크기는 높이 54.8cm, 아라리 지름 19.2cm, 밑 지름 18cm이다.
아가리 부분은 수직으로 낮게 있으며, 부드럽게 팽창하여 어깨부에서 팽배되었다가 서서히 좁아진 후, 몸통 아랫부분에서 약간 벌어져 바닥면에 이른다.
항아리의 양감이 풍부하고 아랫부분이 좁아서 보기에 준수하며, 몸통 가운데에 위·아래를 따로 만들어 붙인 흔적이 있다. 몸통 윗부분의 4곳에 푸른색 안료로 4개의 반원을 연결시켜 만든 마름모 형태의 꽃 창을 큼직하게 그린 다음, 그 속에 산수문과 화조석문을 교대로 그려 넣었다.
각각의 꽃 창 안에 도안화된 ‘富’자를 넣어 사다리꼴로 연결시켜 놓았으며, 꽃 창 사이의 위·아래 4곳에도 역시 도안화된 '壽'자와, '疆'자가 들어있는 원이 있다. 유약은 투명하고 광택이 좋은 백자유로 전면에 고르게 칠해졌고, 표면의 색조는 엷은 회백색이다.
형태가 아름답고 푸른색의 청화 안료로 그린 사실적인 문양들이 우수하고 다양하여, 이 무렵 대표적인 백자 항아리로 손꼽히는 작품이다.